# 妨碍新干线铁道列车运行安全行为处罚相关特例法
妨碍新干线铁道列车运行安全行为处罚相关特例法，是为了处罚妨碍新干线列车安全运行的行为的法律。官方简称是新干线特例法。

## 内容
这项法律规定了《铁道营业法》的特殊例外情况，以允许新干线列车在其主要路段以200公里/小时以上的速度高速行驶。 该法案最初的标题是 "妨碍东海道新干线铁道列车运行安全行为处罚相关特例法"，顾名思义，只涉及东海道新干线，但随着1970年《全国新干线铁道整备法》的颁布，该法案被修订为每条新干线开始运营时适用。

## 结构
- 第1条 目的
- 第2条 损坏作业安全设备等罪
对损坏或操作新干线列车自动控制系统（ATC）和调度集中系统（ COMTRAC 、 COSMOS等）等运行安全设备等行为，处1年以下有期徒刑或50000日元以下罚款
- 第3条 将物体置于线路上等罪
对将物体置于新干线线路上或进入新干线线路内等行为，处5年以下有期徒刑或 50000 日元以下罚款
- 第4条 向列车投掷物体等罪
对向新干线列车投掷物体等行为，处50000日元以下的罚款
- 附则

## 适用区间
根据《全国新干线铁道整备法》附则的第1款和第2款，在本法实施时，由日本国有铁道运营的连接东京和大阪府的新干线铁路，以及日本国有铁道正在建设的连接大阪市和福冈市的新干线铁路，为本法规定的新干线铁路。其他新干线铁路由“确定适用妨碍新干线铁道列车运行安全行为处罚相关特例法规定新干线铁道区间及日期政令”确定适用。
- 东海道新干线（日本国有铁道的干线铁路，连接东京都和大阪府，轨距1435毫米。 )

| 名称                                        | 区间                             | 适用日期                                                                        |
| ------------------------------------------- | -------------------------------- | ------------------------------------------------------------------------------- |
| 连接青森市和旭川市的新干线 （北海道新干线） | 青森市与北斗市的连接区间         | 2016 年 3 月 26 日                                                              |
| 连接东京都和青森市的新干线 （东北新干线）   | 连接大宫市和盛冈市的区间         | 1982 年 6 月 23 日                                                              |
| 连接东京都和青森市的新干线 （东北新干线）   | 连接东京都千代田区和大宫市的区间 | 1985 年 3 月 14 日 （连接东京都千代田区和东京都台东区的区间1991 年 6 月 20 日） |
| 连接东京都和青森市的新干线 （东北新干线）   | 连接盛冈市和八户市的区间         | 2002 年 12 月 1 日                                                              |
| 连接东京都和青森市的新干线 （东北新干线）   | 连接八户市和青森市的区间         | 2010 年 12 月 4 日                                                              |
| 连接东京都和新潟市的新干线（上越新干线）    | 连接大宫市和新潟市的区间         | 1982 年 11 月 15 日                                                             |
| 连接东京都和大阪市的新干线（北陆新干线）    | 连接高崎市和长野市的区间         | 1997 年 10 月 1 日                                                              |
| 连接东京都和大阪市的新干线（北陆新干线）    | 连接长野市和金泽市的区间         | 2015 年 3 月 14 日                                                              |
| 连接大阪市和福冈市的新干线（山阳新干线）    | 连接大阪市和冈山市的区间         | 1972 年 3 月 15 日                                                              |
| 连接大阪市和福冈市的新干线（山阳新干线）    | 连接冈山市和福冈市的区间         | 1975 年 3 月 10 日                                                              |
| 连接福冈市和鹿儿岛市的新干线（九州新干线）  | 连接八代市和鹿儿岛市的区间       | 2004 年 3 月 13 日                                                              |
| 连接福冈市和鹿儿岛市的新干线（九州新干线）  | 连接福冈市和八代市的区间         | 2011 年 3 月 12 日                                                              |

## 其他
- 山形新干线（奥羽本线）和秋田新干线（奥羽本线/田泽湖线）在法律上不被视为新干线，因此本法不适用。
- 1972年5月17日，在东海道新干线静冈县富士市上行方向的 "光68号 "列车受电弓发生故障而停驶。 大量乘客被困了很长时间，因此准备了餐食和饮料，但当餐饮即将被送到列车上时，由于担心会违反本法而放弃了。 在停车6个小时后，列车被一辆救援列车拉往三岛站。[4]